# Serrallonga de Dalt
Serrallonga de Dalt és una obra d'Alpens (Lluçanès) inclosa a l'Inventari del Patrimoni Arquitectònic de Catalunya.

## Descripció
Construcció de planta rectangular amb el teulat a doble vessant, lateral a la façana de la porta principal, amb senzilla llinda de fusta. La casa tenia dos pisos i golfes que ordenen la façana. A la part del darrere de la casa encara es conserven dos grans contraforts i la part lateral esquerra de la casa hi ha la façana de ciment, construïda fa poc temps i amb el teulat nou.
El paller és una construcció de planta rectangular i coberta a doble vessant. Els murs són de pedres irregulars i poc morter i el teulat, de teula àrab, es sustenta per dos pilars també de pedra, a la part central i els murs laterals. Aquest teulat és de nova construcció. El paller tenia dues plantes amb un pis possiblement de fusta, actualment desaparegut. La façana principal presenta dues grans obertures a la part superior i una porta a la part inferior dreta, amb llinda de fusta. A la meitat inferior esquerra hi ha una petita finestra amb llinda, muntants i ampit de pedra. En el lateral dret es conserva el que era la porta del segon pis.

### Paller
Construcció de planta rectangular i coberta a doble vessant. Els murs són de pedres irregulars i poc morter i el teulat, de teula àrab, es sustenta per dos pilars també de pedra, a la part central i els murs laterals. Aquest teulat és de nova construcció. El paller tenia dues plantes amb un pis possiblement de fusta actualment desaparegut. La façana principal presenta dues grans obertures a la part superior i una porta a la part inferior dreta, amb llinda de fusta. A la meitat inferior esquerra hi ha una petita finestra amb llinda, muntants i ampit de pedra. En el lateral dret es conserva el que era la porta del segon pis.

## Història
El nom de Serrallonga es comparteix amb la propera església romànica de Sant Pere de Serrallonga i amb la masia, també propera de Serrallonga de Baix. Aquest lloc apareix documentat ja el 938-982 com a propietat de Matamala però el nom de Serrallonga és dels segles XIII-XIV. Tot i que no resten elements de les construccions medievals de les masies de Serrallonga les actuals construccions en provenen.